# Jianwen
Jianwen (建文帝T, JiànwéndìP; Nanchino, 5 dicembre 1377 – Nanchino, 13 luglio 1402), nato col nome di Zhu Yunwen (朱允炆T, Zhū YǔnwénP), è stato imperatore della Cina dal 1398 al 1402, e fu il secondo della dinastia Ming.

## Biografia
Suo padre, il principe ereditario Zhu Biao (朱標), era figlio ed erede designato dell'Imperatore Hongwu. Quando Zhu Biao morì nel 1392 prima di ascendere al trono, l'Imperatore Hongwu adottò Zhu Yunwen quale suo successore, al posto del fratello minore di Zhu Biao, Zhu Di.
Il regno di Jianwen fu breve (1398–1402). Prima di divenire imperatore iniziò con il sopprimere i signori feudali che ostacolavano il suo potere, tra i quali era compreso anche suo zio Zhu Di. Nel 1399, sentendosi oppresso, lo stesso Zhu Di organizzò un esercito, iniziando una marcia verso Nanchino dalla sua base, situata a nord di Pechino. Nel 1402, le armate di Zhu Di riuscirono finalmente a raggiungere Nanchino, e, dopo un breve combattimento, Zhu Di usurpò il trono all'imperatore Jianwen e venne incoronato con il nome di Yongle.
Per evitare la sua cattura, Jianwen e le sue concubine si dettero per morti nell'incendio del palazzo durante i combattimenti, consiglio questo dato da un gruppo di eruditi confuciani, poi conosciuti col nome di Quattro Martiri, in quanto uccisi da Yongle. Secondo un'altra versione dei fatti Jianwen sarebbe riuscito a scappare, e, divenuto un monaco avrebbe preparato una rivolta contro Zhu Di. Altrove si disse che l'Imperatore Jianwen era misteriosamente scomparso.
L'anno successivo all'ascesa al trono di Yongle, lo stesso Yongle inviò due agenti a indagare circa la morte presunta di Jianwen, ma la leggenda vuole che i due, avendolo incontrato e dopo averci parlato, si unirono alla sua causa. Yongle fece rimuovere il nome di Jianwen da ogni registro e da ogni tempio in modo che la sua memoria non venisse ricordata. Oggi non si sa nemmeno il luogo della sua sepoltura .